# Avia BH-9
De Avia BH-9 is een Tsjechoslowaaks dubbelzitslaagdekker sportvliegtuig gebouwd door Avia. De BH-9 is ontworpen door Pavel Beneš en Miroslav Hajn. De BH-9 maakte haar eerste vlucht in 1923. Er werden in totaal 11 stuks gebouwd.
De Tsjechoslowaakse luchtmacht kocht 10 exemplaren als lesvliegtuig en verbindingsvliegtuig. In de luchtmacht kreeg de BH-9 de registratie B.9 toegewezen.
In 1925 won een militaire BH-9 de Coppa d’Italia lucht race. In 1926 vloog een andere militaire BH-9 een curcuit van 1 800 km van Praag naar Parijs en weer terug met een gemiddelde snelheid van 131,2 km/h.
Bij de BH-9 zitten net als in de BH-1 en BH-5 de personen achter elkaar in een open cockpit. In vergelijking tot de BH-5 is de constructie verstevigd om een zwaardere motor te kunnen dragen.

## Specificaties
- Bemanning: 1
- Capaciteit: 1 passagier
- Lengte: 6,64 m
- Spanwijdte: 9,72 m
- Hoogte: 2,53 m
- Vleugeloppervlak: 13,6 m2
- Leeggewicht: 345 kg
- Volgewicht: 550 kg
- Motor: 1× Walter NZ-60 Stermotor, 45 kW (60 pk)
- Maximumsnelheid: 158 km/h
- Vliegbereik: 470 km
- Plafond: 4 500 m

## Gebruikers
- Tsjechoslowakije